# Pouzol
Pouzol település Franciaországban, Puy-de-Dôme megyében. Lakosainak száma 270 fő (2022. január 1.). Pouzol Marcillat, Menat, Saint-Gal-sur-Sioule, Saint-Pardoux, Saint-Rémy-de-Blot és Servant községekkel határos.

## Népesség
A település népességének változása:
| Lakosok száma | 282  | 279  | 289  | 276  | 273  | 270  | 267  | 267  | 270  |
|               | 2013 | 2015 | 2016 | 2017 | 2018 | 2019 | 2020 | 2021 | 2022 |